# IC 136
IC 136 је дио галаксије (напримјер сјајан HII регион) у сазвјежђу Троугао која се налази на листи објеката дубоког неба у Индекс каталогу.
Деклинација објекта је + 30° 33' 40" а ректасцензија 1h 34m 13,5s. Привидна величина (магнитуда) објекта IC 136 износи 14,5. IC 136 је још познат и под ознакама BCL 710, OCL in M 33.